# Anita Andriesen
Anita Margaretha Andriesen (4 juni 1957 – 3 december 2008) was een politica van de Partij van de Arbeid en lid van de Gedeputeerde Staten van de Nederlandse provincie Friesland.

## Leven en werk
Andriesen werd geboren in 1957 en groeide op in Sint Annaparochie. Zij was voordat zij actief werd in de provinciale politiek van Friesland secretaris van de Waddenadviesraad. In 1995 werd zij gekozen tot lid van Provinciale Staten van Friesland. In 2002 werd ze gedeputeerde van de provincie Friesland. Andriesen zette zich in voor het behoud van de kwaliteit van de ruimte van het Friese landschap. Ze woonde in de toenmalige Friese gemeente het Bildt. Andriesen was getrouwd en had drie kinderen. Zij overleed op 3 december 2008 op 51-jarige leeftijd in haar woonplaats Oudebildtzijl aan de gevolgen van borstkanker.

## Eerbetoon
Ter nagedachtenis aan Andriesen werd door de provincie Friesland de Anita Andriesenprijs ingesteld voor mensen die een stuwende bijdrage leveren aan de ruimtelijke kwaliteit. Jaarlijks wordt er een Anita Andriesenlezing gehouden. In Eernewoude werd een buste van haar geplaatst. Bij Zwarte Haan werd een tweedelig monument geplaatst, gemaakt door Gunnar Daan, met de titel Om de kwaliteit fan de romte (zie afbeeldingen). Ter herinnering aan haar werd in Appelscha een rode beuk geplant.
Er is een sluis naar haar vernoemd, de Anita Andriesen sluis in Oude Leije. Alhoewel de sluis in de toenmalige gemeente Leeuwarderadeel (sinds 2018 gemeente Waadhoeke) ligt geeft deze sluis, samen met Schutsluis Wierstersyl, toegang tot het Bildtse deel van de noordelijke Elfstedenvaarroute. Als gedeputeerde heeft ze zich hiervoor ingespannen samen met onder anderen de betrokken wethouders.

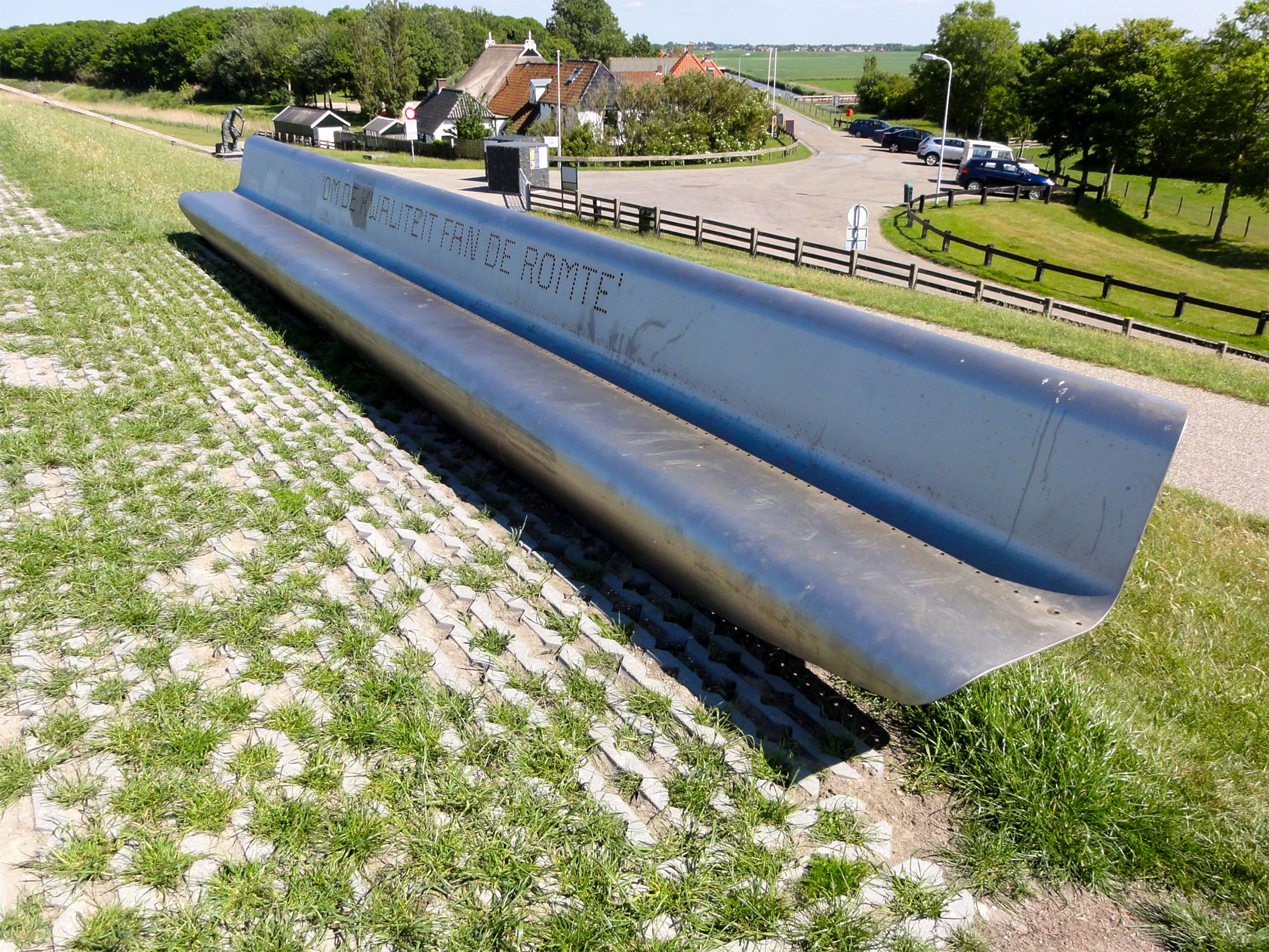
Tweedeling monument voor Anita Andriessen Om de kwaliteit fan de romte
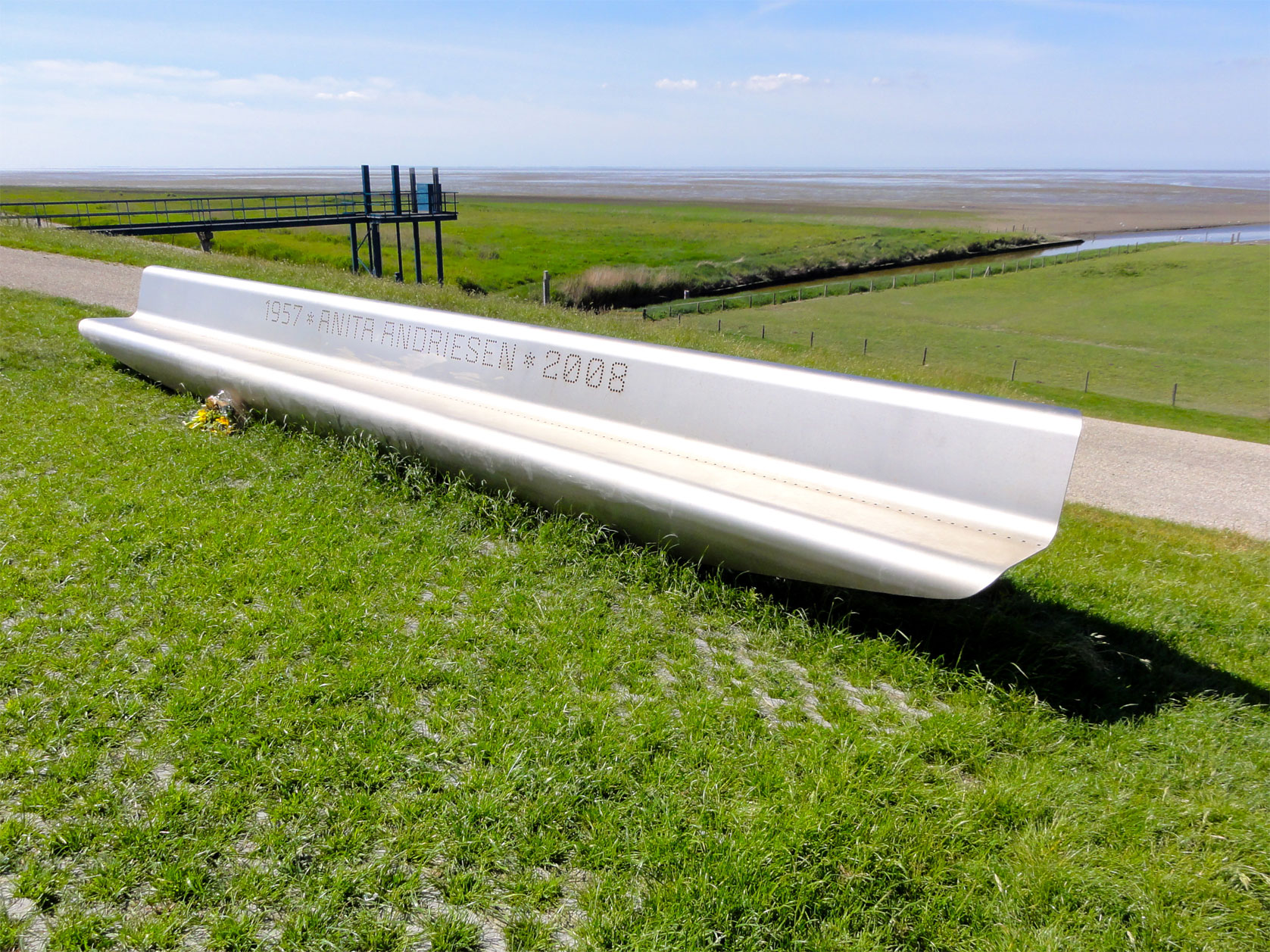
in Zwarte Haan, gemaakt door Gunnar Daan